# Acer tutcheri
Acer tutcheri là một loài thực vật có hoa trong họ Bồ hòn. Loài này được Duthie mô tả khoa học đầu tiên năm 1908.